# Nový encyklopedický slovník češtiny
Nový encyklopedický slovník češtiny – czeska publikacja o charakterze encyklopedycznym, poruszająca zagadnienia z zakresu językoznawstwa, bohemistyki i tematów pokrewnych. Jest dostępna w formie papierowej oraz w postaci serwisu internetowego. W tworzeniu słownika uczestniczyło prawie dwustu lingwistów z trzynastu krajów. Pierwotne wydanie słownika wyszło w 2002 roku, natomiast w internecie udostępniono odświeżoną wersję publikacji.
Publikacja zawiera prawie 1600 haseł objaśniających ponad 7 tys. pojęć lingwistycznych. W elektronicznym wydaniu słownika zamieszczono także nagrania czeskich gwar oraz wideoklipy z językiem migowym. Zostało ono stworzone przez zespół specjalistów z Wydziału Filozoficznego i Wydziału Informatyki Uniwersytetu Masaryka w Brnie pod kierunkiem Petra Karlíka.
Słownik został wyróżniony nagrodą „Słownik roku 2018”, przyznaną przez organizację Jednota tlumočníků a překladatelů.